# Fallbach
Fallbach là một thị xã thuộc huyện Mistelbach trong bang Niederösterreich.